# Cutie Suzuki no Ringside Angel
Cutie Suzuki no Ringside Angel (キューティ鈴木のリングサイドエンジェル) est un jeu vidéo de catch sorti en 1990 sur Mega Drive au Japon. Ce jeu porte le nom de Cutie Suzuki, catcheuse populaire japonaise des années 1980-90.
Le jeu a été développé par Copya System Ltd., qui était alors spécialisé dans le portage sur consoles de jeux d'arcade ; ce jeu est le premier jeu original que le studio ait créé. Le jeu a été édité par Asmik Corporation.
La boîte du jeu montre Cutie Suzuki dans sa pose habituelle, qui sourit à la caméra ; une édition limitée (qui a été vendue en France) est faite avec une imagerie lenticulaire.

## Système de jeu
La joueuse peut incarner une des neuf catcheuses du jeu : Cutie Suzuki est la seule catcheuse officielle, mais les autres sont inspirées de catcheuses existantes (par exemple, Megadeath Saito ressemble beaucoup à Bull Nakano). Chaque catcheuse a ses prises, et notamment prises de finition, particulières. Il y a également 5 niveaux de difficulté (de "New Face" à "Grand Champion") ; les niveaux de difficulté élevés débloquent également des prises secrètes.
Les combats se passent sur un plan 2D, plutôt qu'un ring en 3D comme d'autres jeux de l'époque. On peut sortir du ring et se battre jusqu'aux rambardes des spectateurs ; le décompte à l'extérieur va jusqu'à 20, comme c'est la tradition dans le catch japonais. Les prises sont choisies avec une pression sur un bouton associée à un bouton directionnel. Pendant les combats, l'action est commentée par des commentateurs, en haut à droite de l'écran ; au milieu de la partie supérieure de l'écran, les visages des catcheuses s'affichent et changent d'expression en fonction de l'action et de l'état de fatigue.
Le jeu ne propose que des affrontements en 1-contre-1 ; il y a aussi un mode qui permet juste de regarder un combat ("Watch mode"). Il y a un mode libre et un mode championnat ; on peut jouer à un ou à deux joueurs.

## Accueil
Le magazine Joystick lui attribue la note de 80%, parlant du jeu comme étant "une des meilleures simulation [de catch] sur console". Le magazine Génération 4 lui donne la note de 70%, et le décrit comme étant "le plus simple et le plus amusant à utiliser".